# 대구경북신공항
대구경북신공항은 대구 도심에 위치한 대구공군기지, 대구국제공항을 이전하는 사업이다. 2020년 1월 21일 대구경북 통합신공항 이전 최종후보지가 군위군 소보면·의성군 비안면으로 선정되었으나, 군위군이 우보면 후보지를 주장하여 최종 신청을 거부했다.

## 군위군의 대구 편입
2020년 7월 경, 군위군을 군공항 이전 후보지로 공동후보지를 신청하는 대신 군위군을 대구광역시로 편입하기로 합의하였다. 이후 2023년 7월 1일부터 군위군 전역이 대구광역시에 편입되었다.

## 과정
2023년 8월 25일 사전 타당성 조사를 거쳐서 2026년 하반기에 착공한 후 2030년 12월 준공할 예정이다. 그리고 2031년 상반기 개항을 목표로 진행 중이다.
화물터미널 위치에 대한 갈등으로 홍준표 대구광역시장이 군위의성 공동후보지를 취소하고 우보면에 단독으로 신공항을 짓는걸 검토한다고 밝혀 건설이 암초를 만났다.

## 안개 문제

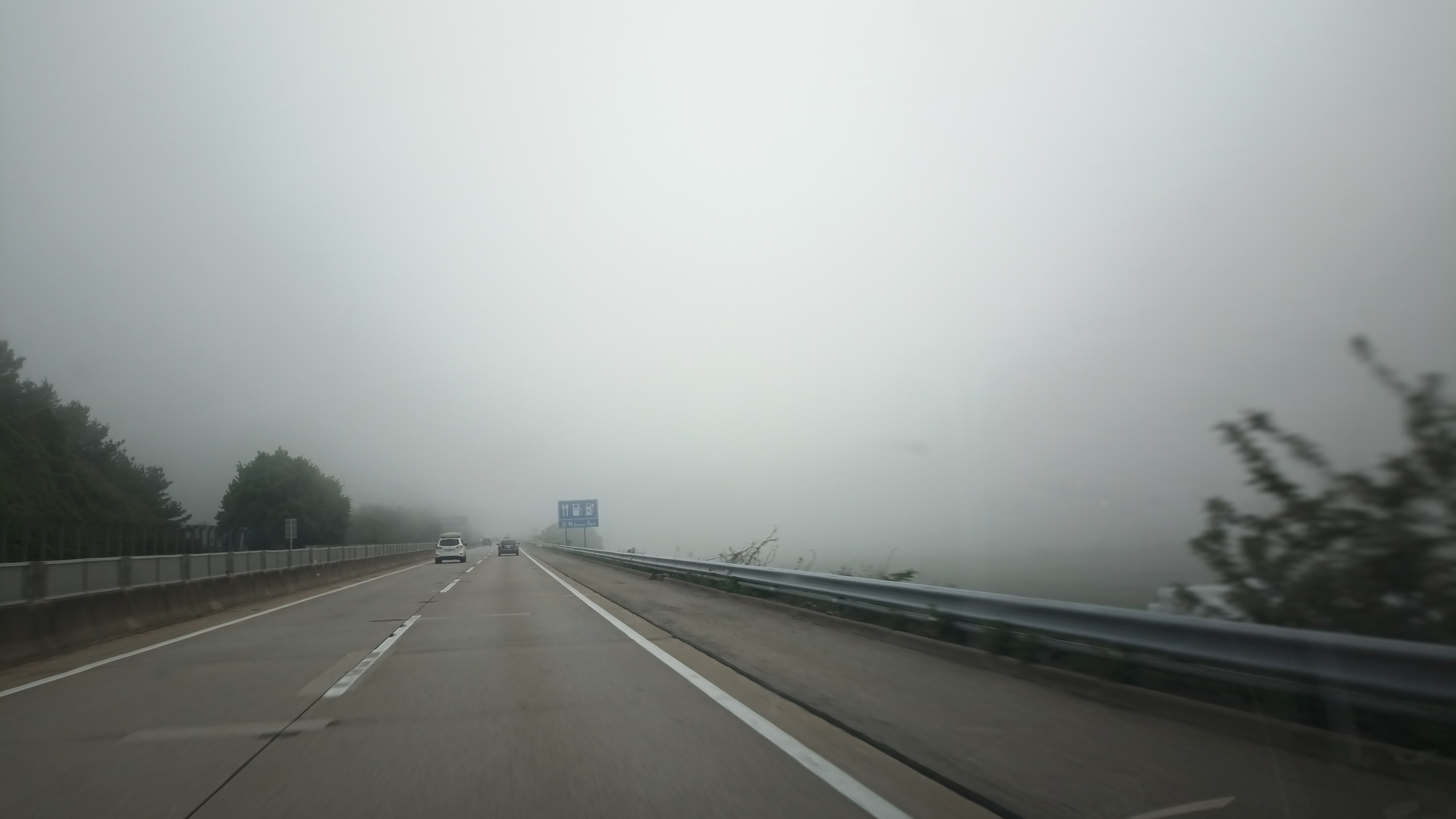
중앙고속도로의 안개, 군위군 군위읍

군위군~의성군 지역은 분지 지역으로 안개가 자주 발생한다. 대구공항 이전계획과 관련하여 홍준표 대구시장은 군위·의성 공동 후보지(의성군 비안면-군위군 소보면 일대)의 연간 안개 일수는 56.8일인데 반해 단독 후보지인 군위군 우보면은 단 5일에 불과하다며 항공시설의 최적지는 군위 우보라고 언급했다.